# Ru d'Arthelon
Le ru d'Arthelon est un affluent de la Seine situé à Meudon, qui sépare les collines de Meudon et de Clamart. Il est aujourd'hui intégralement canalisé et couvert.

## Géographie
Sur une partie de cette vallée secondaire de la Seine s'étendait le domaine du Chalais qui devint au XVIIe siècle et XVIIIe siècle les jardins bas du château. André Le Nôtre y aménagea les jardins d'Arthelon, bassins, fontaines et jets d'eau.
Ces jardins furent démembrés et lotis à la Révolution. On y trouve un haras au XIXe siècle. Ce domaine devint ensuite un établissement d'aérostation, actuellement l'Office national d'études et de recherches aérospatiales.
Plus bas, le ru passait par la rue Héraut jusqu'au chemin des Ruisseaux.
Selon une publication du comité de sauvegarde des sites de Meudon,
"Le ru d'Arthelon était en partie dérivé dès le Val pour alimenter Ie moulin des Moulineaux. Ce canal d'amenée longeait le chemin de Fleury, recueillait l'eau de la fontaine des Brillants avant de séjourner dans le large bief bordé de saules. Après avoir fait tourner la lourde roue de bois, ces eaux traversaient la chaussée pour aller irriguer le grand verger de la ferme des Chartreux s'étendant jusqu'à la Seine."

## Couverture

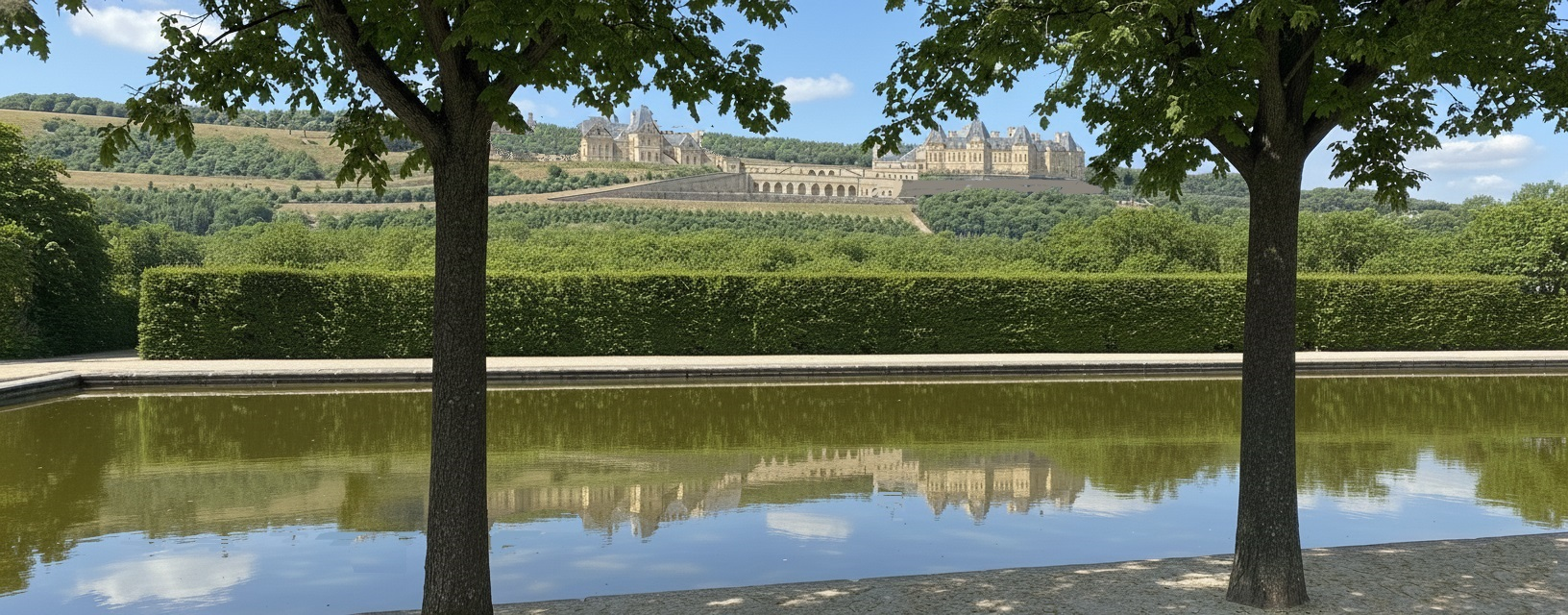
Le canal d'Arthelon.

C'est dans les années 1920 que les habitants des environs réclamèrent qu'il soit canalisé. À la moindre averse, il s'écoulait grossi des eaux du bois de Meudon et du Haut-Meudon et inondait tout sur son passage
Bien que les plans d'aménagements fussent réalisés en 1911, les travaux sont achevés à la fin des années 1920.
Aujourd'hui entièrement enterré, il passe sous la rue d'Arthelon, sous l'avenue Jean-Jaurès puis sous la rue de Paris avant de traverser Issy-les-Moulineaux et de se jeter dans la Seine. Ses eaux alimentent les égouts de la Ville de Meudon.

## Projets
Des associations et élus du conseil municipal de Meudon demandent que le ru d'arthelon soit remis à nu, à l'image des projets en cours pour la Bièvre et le ru du marivel.

L'association Espaces a  travaillé sur des scénarios en ce sens. L'association précitée organise également depuis 2023 des visites "sur les traces du ru d'arthelon".